# 天津人民体育馆
天津人民体育馆始建于1954年，座落在和平区贵州路33号，占地面积28140平方米，建筑面积15700平方米。1987年，曾举办海欧杯国际女排邀请赛。
70年代，天津人民体育馆曾遭遇一场大火，之后重新修建至今。

## 承办赛事
- 1987年海欧杯国际女排邀请赛
- 中国女子排球联赛：天津普利司通女排主场场地

## 相关链接
- 天津体育中心
- 天津奥林匹克中心体育场

## 资料来源
1. ↑  .   [2009-12-03]. （原始内容存档于2016-03-04）.